# Jay Keasling

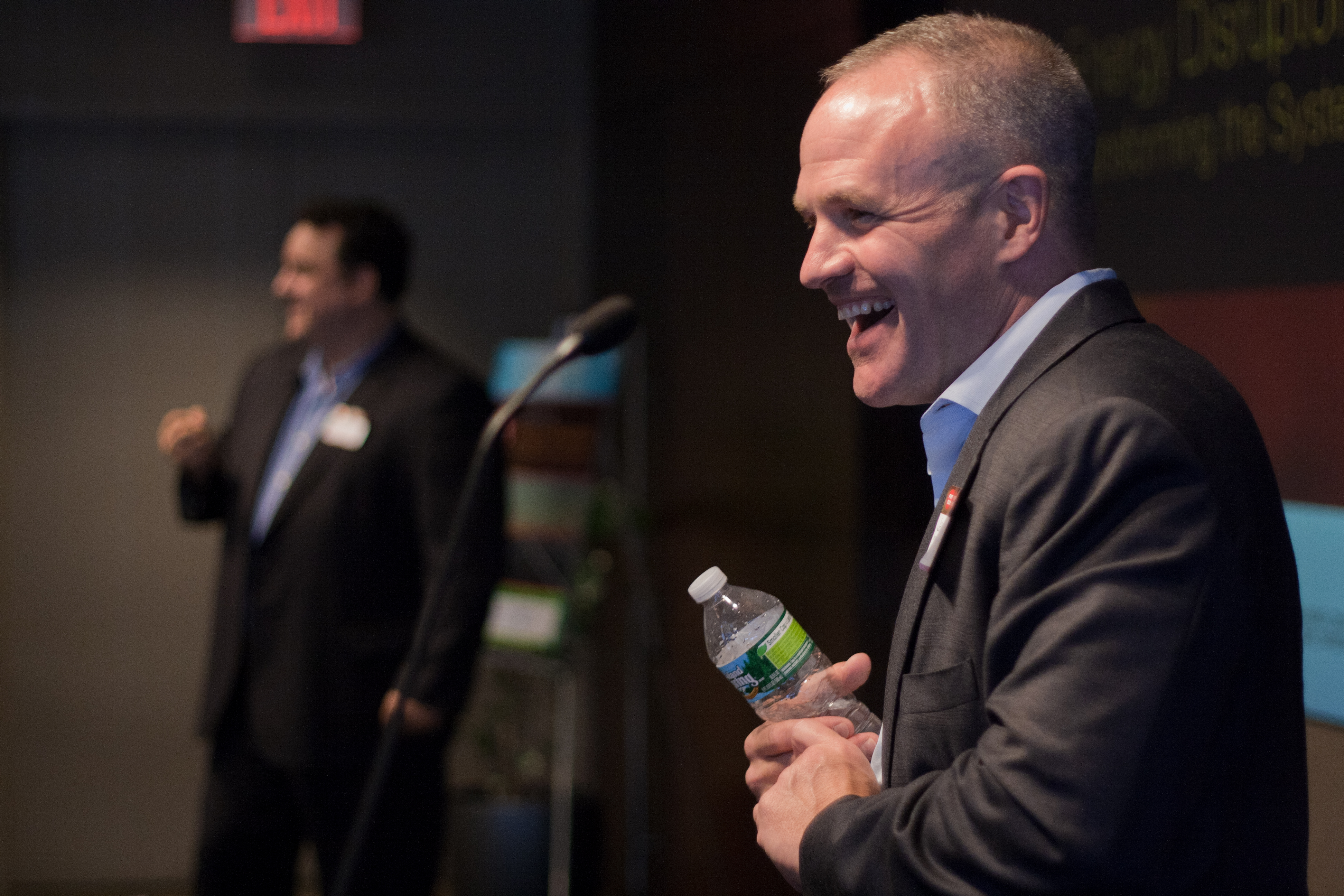
Jay D. Keasling (2011)

Jay D. Keasling (* 1964) ist Professor für Chemie- und Bioengineering an der University of California, Berkeley. Er erhielt seinen Bachelor an der University of Nebraska-Lincoln und promovierte 1991 an der University of Michigan, wo er auch sein Masterstudium absolvierte. Außerdem ist er Direktor der physikalischen Biowissenschaften am Lawrence Berkeley National Laboratory und Gründer des Departments für synthetische Biologie an der UC Berkeley. Er wird als einer der führenden Wissenschaftler auf dem Gebiet der synthetischen Biologie, besonders des Metabolic Engineering, betrachtet. Andere Forschungsgebiete umfassen Systembiologie und Umweltbiotechnologie (environmental biotechnology).
Keasling arbeitet unter anderem daran, das Bakterium Escherichia coli so zu verändern, dass es das Malariamedikament Artemisinin produziert. Dieses wird natürlicherweise aus der Pflanze Artemisia annua gewonnen, und ist, obwohl sehr effektiv bei der Behandlung von Malaria, sehr teuer und nicht in ausreichenden Mengen vorhanden. Dadurch, dass er Bakterien anstatt Bepflanzungen zur Gewinnung des Medikamentes einsetzt, versucht Keasling die Kosten pro Dosis von 2,40 Dollar auf 0,25 Dollar zu senken.
2004 vergab die Bill and Melinda Gates Foundation insgesamt 42,5 Millionen Dollar an das Labor von Jay Keasling, Amyris Biotechnologies und dem Institute for OneWorld Health, um das billige Medikament Artemisinin zu entwickeln, herzustellen und zu verteilen.
2006 wurde Keasling vom amerikanischen Magazin Discover zum „Wissenschaftler des Jahres“ gewählt. 2012 erhielt er einen Heinz Award. 2016 wurde Keasling zum Mitglied der American Academy of Arts and Sciences gewählt. Für 2022 wurde ihm die Othmer-Goldmedaille zugesprochen.